# ATP German Open 1993
Il German Open 1993 è stato un torneo di tennis giocato sulla terra rossa. È stata l'87ª edizione del Torneo di Amburgo, che fa parte della categoria ATP Super 9 nell'ambito dell'ATP Tour 1993. Si è giocato al Rothenbaum Tennis Center di Amburgo in Germania, dal 3 al 10 maggio 1993.

## Campioni

### Singolare
Michael Stich ha battuto in finale  Andrej Česnokov con il punteggio di 6–3, 6(1)–7, 7–6(7), 6–4.

### Doppio
Paul Haarhuis /  Mark Koevermans hanno battuto in finale  Grant Connell /  Patrick Galbraith con il punteggio di 6–4, 6–7, 7–6.